# Pietro Cunill Padrós
Pietro Cunill Padrós C.M.F., in spagnolo Pedro Cunill Padrós (Vic, 17 marzo 1903 – Barbastro, 12 agosto 1936), è stato un presbitero spagnolo, martirizzato a Barbastro durante la Guerra civile spagnola e venerato come beato dalla Chiesa cattolica.

## Biografia
Nacque a Vic il 17 marzo 1903, il padre Ramón era un commerciante di salumi che, in due matrimoni, ebbe 14 figli. Tre di essi divennero sacerdoti, e tre figlie divennero religiose. Pietro nacque dalle seconde nozze.
A sette anni ricevette, durante la prima messa dal fratello Sigismondo, la prima comunione. Fu sacrestano del monastero delle suore sacramentine, dove ebbe come direttore spirituale il padre Salvio Huix Miralpéix, più tardi vescovo di Lérida e anch'egli martire.
Con fermezza superò le varie difficoltà frapposte dalla famiglia e il 15 agosto del 1920 diede la prima professione a Cervera. Il 18 dicembre 1927, al termine degli studi, venne ordinato sacerdote e si trasferì ad Aranda de Duero per frequentare l'anno di preparazione al ministero pastorale.
Fu economo del seminario di diocesano di Barbastro, affidato ai clarettiani. Qui, subì l'occupazione del seminario da parte di turbe anarchiche nella notte del 1 agosto 1933. Senza farsi intimidire dalla violenza delle grida e dai colpi di mazza inferti per scardinare il portone, richiamò energicamente quanti stavano dando fuoco alla porta del cortile interno riuscendo a dissuaderli. Da un'uscita secondaria, riuscì a mettere in salvo gli studenti del seminario, mentre gli assalitori lo occupavano attraverso l'entrata principale. Per non esporre il Santissimo Sacramento alla profanazione aveva comunicato coloro che erano presenti nel chiostro. Il giorno dopo scrisse al fratello Michele:
(Gabriel Campo Villegas, Esta es nuestra sangre, p. 292)
Dopo una breve permanenza a Solsona, torno a Barbastro per l'anno scolastico 1935/36 che terminò in maggio con un nuovo assalto rivoluzionario. Celebrava spesso la Messa nella cappella dell'ospedale e accadde anche il 19 luglio, ed estese a lungo il ringraziamento.
Il 20 luglio, dopo l'arresto dei tre sacerdoti più anziani, Pietro divenne superiore dei reclusi, perorò la causa dell'anziano fratello Muńoz che venne ricoverato in ospedale con i due studenti ammalati. Ottenne anche che a cinque fratelli anziani fosse data ospitalità nel gerontocomio cittadino.
Venne fucilato la mattina del 12 agosto sul ciglio di una strada fuori città. Insieme a cinque compagni, fece parte del secondo gruppo di clarettiani di Barbastro che subirono il martirio. I loro corpi sono stati gettati in una fossa comune.

Dopo la guerra i resti dei martiri furono riesumati e si possono venerare oggi nella cripta della casa museo a Barbastro. Nel 2013 è uscito un film sulla vicenda intitolato Un Dios prohibido per la regia di Pablo Moreno.

## Culto
La beatificazione avvenne a Roma, ad opera di Giovanni Paolo II, il 25 ottobre 1992. La Chiesa cattolica lo ricorda il 12 agosto.